# Mamerc Emili Mamercí (cònsol)
Mamerc Emili Mamercí (llatí: Mamercus Aemilius Mam. F. M. N. Mamercinus) va ser un magistrat romà. Formava part de la gens Emília, i de la branca dels Mamerc. Era fill del tribú amb potestat consolar del 438 aC Mamerc Emili Mamercí.
Va ser censor l'any 418 aC, cònsol el 410 aC amb Gai Valeri Potit Volús i també va ser tres vegades tribú amb poder consolar el 405 aC, el 403 aC i el 401 aC.